# Onze-Lieve-Vrouw van de Vredekerk (Hogen)

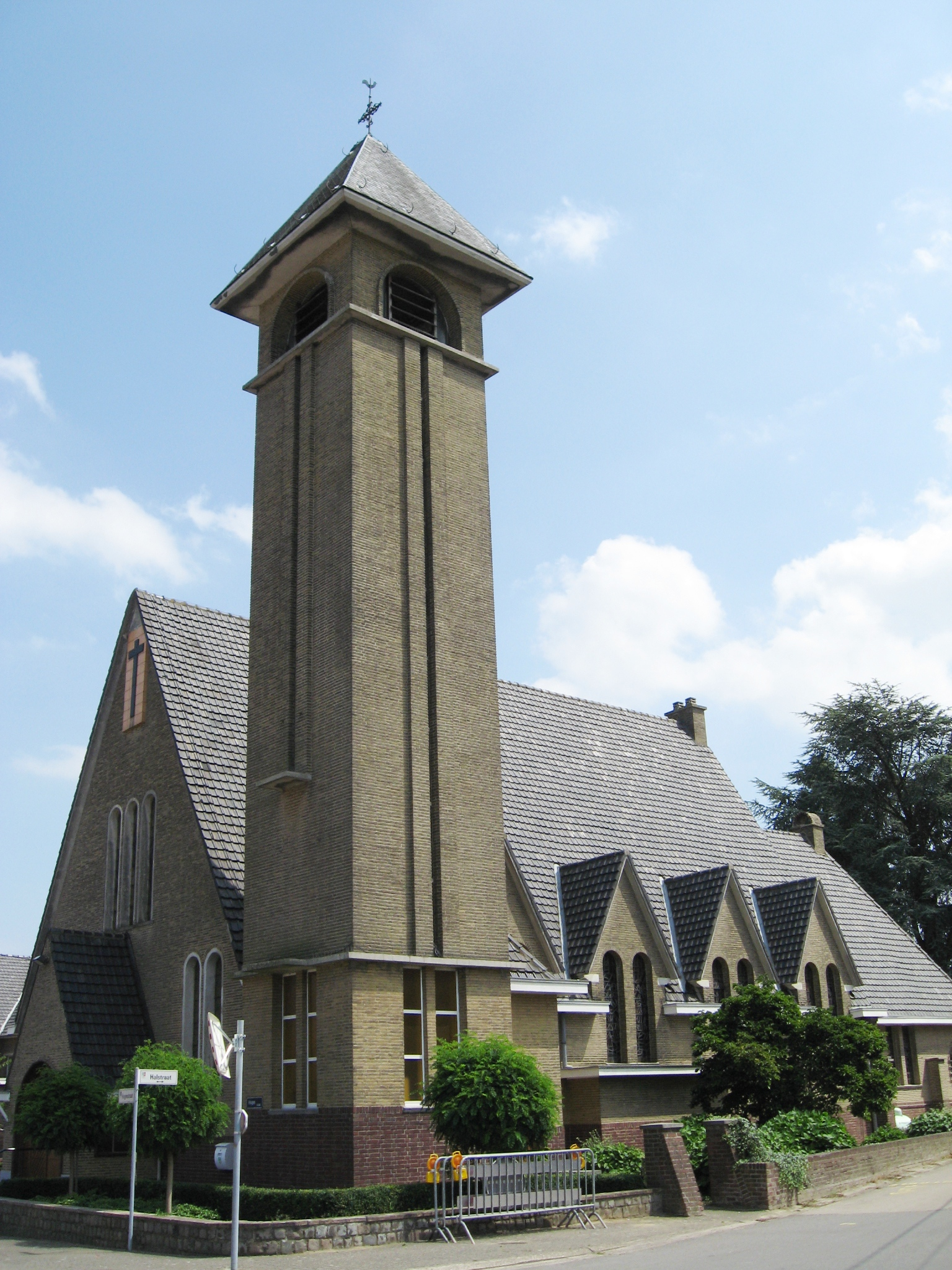
Onze-Lieve-Vrouw van de Vredekerk

De Onze-Lieve-Vrouw van de Vredekerk is de parochiekerk van de tot de Vlaams-Brabantse gemeente Geetbets behorende plaats Hogen, gelegen aan de Hogenstraat 103.
Deze kerk werd gebouwd in de jaren '40 van de 20e eeuw. De bakstenen kerk in art decostijl en de naastgebouwde toren heeft een tentdak. Beide zijgevels van de kerk hebben vier puntgevels. Zestien glas-in-loodramen werden in de jaren '50 van de 20e eeuw geplaatst, vervaardigd door Gerard de Seyn en Antoon d'Haeyer.
Nadat in 2019 een gedeeltelijke herbestemming van de kerk werd voorgesteld vindt men er een parochieel centrum en een voedselmarkt voor streekproducten.